# Herdmania kiiensis
Herdmania kiiensis är en sjöpungsart som beskrevs av Nishikawa 2002. Herdmania kiiensis ingår i släktet Herdmania och familjen lädermantlade sjöpungar. Inga underarter finns listade i Catalogue of Life.